# Kapince

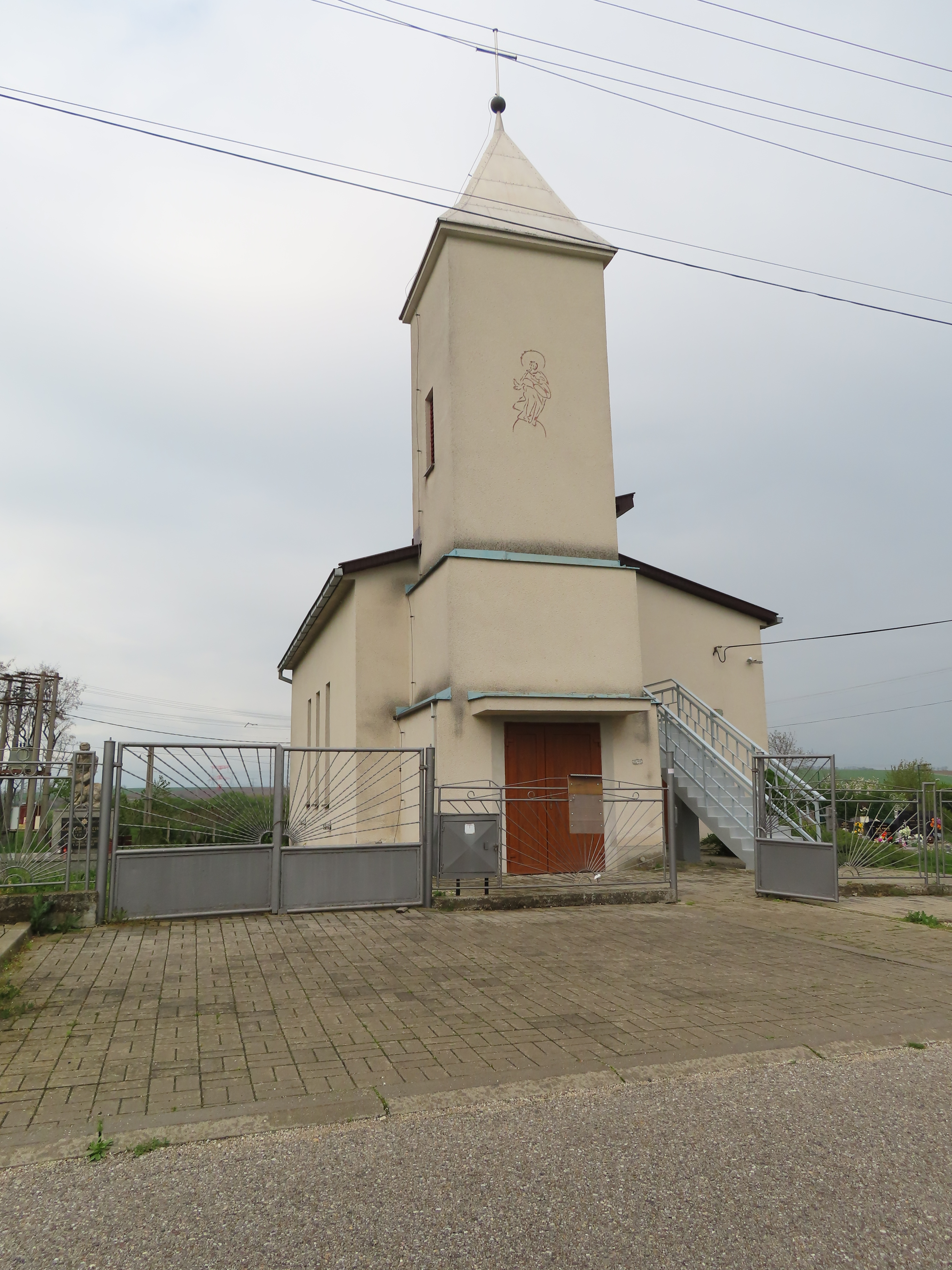
Kapince

Kapince (Hongaars: Káp) is een Slowaakse gemeente in de regio Nitra, en maakt deel uit van het district Nitra.
Kapince telt 202 inwoners.